# Henryk Iwanski

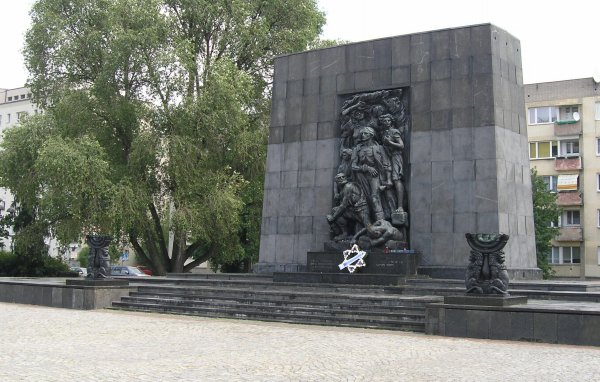
Monumento a los Héroes del Gueto de Varsovia

Henryk Iwański (Polonia, 1902- Varsovia, 1978), o Bystry, -seudónimo de guerra- fue una de las personas que ayudaron a los judíos durante el Holocausto y  Genocidio en Polonia, miembro de la resistencia polaca durante la Segunda Guerra Mundial. Por su ayuda a los judíos polacos, Iwánski recibió el título de Justo entre las Naciones de Yad Vashem en Jerusalén en 1964. Es conocido por liderar una de las acciones más audaces del Armia Krajowa (Ejército Nacional) en apoyo del Levantamiento del Gueto de Varsovia, sin embargo, investigaciones posteriores arrojaron dudas sobre la veracidad de sus afirmaciones.  

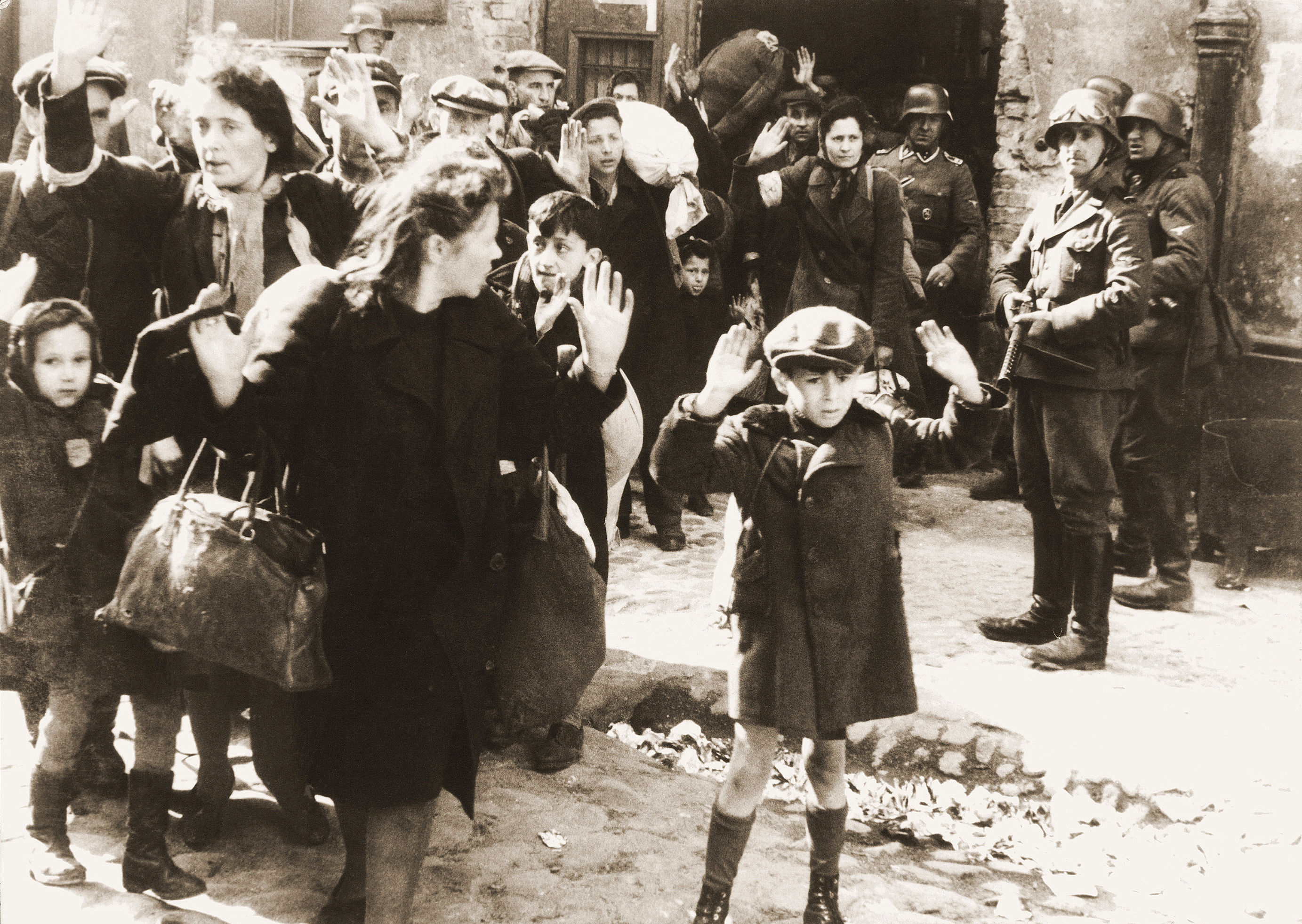
Actividad militar en el Gueto de Varsovia

## Vida
Henryk alcanzó el rango de capitán del ejército polaco, antes de la Segunda Guerra Mundial. Poco después de que Alemania nazi invadiera Polonia y comenzara el Holocausto Polaco; Henryk jugó un papel decisivo en la fundación de la Żydowski Związek Wojskowy (Unión Militar Judía). Junto con el resto de su familia se dedicó a apoyar a los judíos, trabajando a través de la resistencia polaca (Armia Krajowa). Iwánski era uno de los miembros del AK que se ocupaba de los judíos, proporcionándoles armas, municiones y materiales educativos contrabandeados a través de las alcantarillas o en carros que llevaban cal y cemento al gueto.
"...el ZZW sufrió numerosas bajas, perdiendo a muchos de sus principales combatientes. Apfelbaum y Rodal resultaron mortalmente heridos en los combates que se libraron los días 27 y 28 de abril. El hermano de Iwanski, Edvard, cayó en la plaza Muranowska, su hijo, Roman, resultó mortalmente herido, y el propio Iwanski resultó herido durante esos días." 
En 1963, por sus acciones, Iwański recibió la Cruz de Plata de Virtuti Militari, una de las condecoraciones militares más altas de Polonia por su valor. Poco después, en 1964, con su esposa Wiktoria fue condecorado con la medalla de Justo entre las Naciones.

## Controversia
Algunos han planteado preguntas sobre inconsistencias respecto de la naturaleza y el alcance del apoyo de Iwanski a la clandestinidad judía. Los exámenes de archivos israelíes y polacos han arrojado dudas y declaraciones, que Iwanski exageró sus actividades durante la guerra, sobre que había realizado transmisiones de radio y televisión antisemitas y antiisraelíes y, como informante de la policía secreta polaca, había espiado al cazador de nazis Simon Wiesenthal como informante contra el Instituto Histórico Judío.
Los autores polaco-israelíes de un libro de 2011 sobre la Unión Militar Judía (ŻZW), Dariusz Libionka y Laurence Weinbaum, sugieren que la historia de heroísmo de Iwański en la revuelta del gueto es una invención y que ni siquiera tuvo hijos varones. Señalan que Iwański logró convencer a los periodistas extranjeros, en particular a Chaja Lazar y Dan Kurzman, de la veracidad de su historia, que es una de las razones por las que ganó credibilidad y tremenda popularidad. 